# Zduńska Wola Południowa
Zduńska Wola Południowa – jedna z trzech stacji w Zduńskiej Woli, położona na magistrali węglowej Śląsk – Trójmiasto.
Do 14 grudnia 2024 stacja nazywała się Zduńska Wola Karsznice Południowe, jednak od wejścia w życie rozkładu 2024/2025 nazwa stacji została zmieniona na Zduńska Wola Południowa.

## Ruch pasażerski
Do grudnia 2008 roku kursowały tędy pociągi międzyregionalne Katowice – Inowrocław, które zlikwidowano, a w zamian uruchomiono pociągi relacji Zduńska Wola – Herby Nowe. Na innych odcinkach w zamian kursowały pociągi relacji Zduńska Wola – Kutno oraz Inowrocław – Babiak. Od grudnia 2010 pociągi od Chorzewa Siemkowic jeździły do Częstochowy. Inne połączenia na magistrali węglowej też w międzyczasie skracano i likwidowano. 8 grudnia 2012 był ostatnim dniem kursowania pociągów pasażerskich na tej trasie przed długą przerwą.
W okresie 1 września – 23 listopada 2015 na stację były kierowane pociągi Łódzkiej Kolei Aglomeracyjnej, kursujące w relacji Zduńska Wola Południe – Zduńska Wola.
Od 15 grudnia 2024 z zatrzymują się tu dwie pary pociągów Łódzkiej Kolei Aglomeracyjnej relacji Łódź Fabryczna – Częstochowa.